# Электродетонатор
Электродетонатор («ЭД») — сочетание электрозапала с капсюлем-детонатором.:141 Используется для создания начального детонационного импульса и инициирования взрывной химической реакции в основной массе заряда взрывчатого вещества.

Устройство электродетонатора.
1 — провода «концевики»
2 — корпус
3 — мостик накаливания
4,5 — заряд ИВВ
6 — «кумулятивное» углубление
7 — чашечка с защитной сеточкой
8 — воспламенительная головка
9 — полимеро-мастичная пробка

В отличие от «обычного» детонатора (капсюль-детонатор), подрываемого с помощью огнепроводного, детонирующего шнура или детонирующей трубки, электродетонатор подрывается электрическим способом.
Электродетонаторы можно разделить на «искровые» и «накальные».
В искровых электродетонаторах «активация» инициирующего взрывчатого вещества (ИВВ) происходит под воздействием тока электрической дуги протекающей между специальными электродами. При этом «питающее» напряжение достигает значений порядка нескольких тысяч вольт.
В «накальных» электродетонаторах «активация» ИВВ происходит под воздействием электрического тока протекающего по накальному мостику.
По времени срабатывания электродетонаторы делятся на «мгновенного действия» и «короткозамедленные».
Отечественной и зарубежной промышленностью выпускаются электродетонаторы с задержкой по времени от сотых долей секунды до десяти секунд. Такие детонаторы позволяют выполнять «сложные» взрывные работы, такие как: управляемый снос зданий и сооружений, взрывы «на выброс» в горнорудном деле, и тому подобное.

## Безопасность
Несмотря на кажущуюся простоту, электродетонатор является крайне сложным и крайне опасным в производстве устройством.
Технология их заводского изготовления хорошо отработана и очень жёстко регламентирована. Создать в домашних условиях электродетонатор, соответствующий предъявляемым высоким требованиям безопасности, стабильности характеристик и долговечности, практически невозможно.
Отдельно следует заметить, что большинство несчастных случаев с серьёзными увечьями и летальными исходами, а также аварий и разрушений, происходят при производстве, неправильном хранении или использовании средств взрывания.